# Tom Wolf
Thomas Westerman Wolf (Mount Wolf, 17 de novembro de 1948), conhecido como Tom Wolf, é um político e empresário americano que foi governador da Pensilvânia, desde que assumiu o cargo em 20 de janeiro de 2015 até 17 de janeiro de 2023. Sendo um democrata, ele derrotou o governador do estado na época que estava se candidatando a reeleição, Tom Corbett, nas eleições para governador de 2014. Anteriormente, Wolf serviu como secretário do Departamento de Receitas da Pensilvânia de abril de 2007 a novembro de 2008 e era um executivo de uma empresa familiar.

## Juventude e Educação
Wolf nasceu em 17 de novembro de 1948, em York, Pensilvânia, era filho de Cornélia Rohlman (Westerman) e William Trout "Bill" Wolf, um executivo. Wolf foi criado em Mount Wolf, Pensilvânia, que foi nomeada em homenagem a seu ancestral, o fundador da cidade. Ele foi criado como Metodista mas agora ele é afiliado a Igreja Episcopal.
Wolf se formou na Escola Hill, um colégio interno em Pottstown, Pensilvânia, em 1967. Ele recebeu uma magna cum laude, da Dartmouth College, em 1972, um M.Phil. da Universidade de Londres, em 1978, e um Ph.D. em ciência política, do Instituto de Tecnologia de Massachusetts em 1981. Quando era estudante em Dartmouth, Wolf entrou para o Corpo da Paz e passou dois anos na Índia. Ele conheceu sua esposa, Frances, na escola e se casou com ela em 1975. Eles têm duas filhas adultas.

## Inicio da Carreira Política
Depois de formado, Wolf começou a trabalhar na Wolf Organization Inc., uma companhia de materiais de construção de sua família que se baseava em York, como operador de empilhadeira. Ele comprou a companhia em 1985 com dois parceiros. Durante a administração do governador Robert P. Casey, Wolf serviu em um conselho de desenvolvimento econômico e na Comissão Legislativa da Pensilvânia em Escolas Urbanas.
Depois de vender sua companhia para a iniciativa privada em 2006, Wolf foi nomeado em janeiro de 2007 para ser secretario do Departamento de Receitas da Pensilvânia pelo governador, Ed Rendell. Ele serviu nessa posição de abril de 2007 até novembro de 2008. Ele tinha planejado concorrer a governador da Pensilvânia nas eleições de 2010, mas ele não pôde fazer isso porque teve que comprar de volta a Wolf Organization, que estava enfrentando falência. Wolf continuou servindo como um executivo da Wolf Organization até sua eleição como governador. Ele serviu na companhia como presidente e chefe executivo até sair dessa posição em dezembro de 2013 para focar-se em sua campanha para governador e da companhia em dezembro de 2014, depois de sua eleição.

## Governador da Pensilvânia

### Eleição de 2014
Em 2 de abril de 2013, Wolf anunciou a sua candidatura para governador da Pensilvânia na eleição de 2014. Ele gastou 10 milhões de dólares do seu fundo pessoal nas eleições primárias, com uma tentativa de conseguir pelo menos 5 milhões de apoiadores pelo estado. Ele foi a terceira pessoa a anunciar candidatura, após John Hanger do Departamento de Proteção ao Meio-Ambiente da Pensilvânia e Max Meyers, um ministro do condado de Cumberland, mas outras quatro pessoas se juntaram a corrida.
Em março de 2014, muitas pesquisas diziam que Wolf estava ganhando a eleição na nomeação democrata, devido a uma cara campanha de televisão assim como aos esforços de Brendan Murray na tradicionalmente republicana Pensilvânia central. Uma pesquisa da Universidade de Franklin & Marshall no final de fevereiro de 2014 mostrava Wolf com 27 pontos a mais que o segundo colocado, Allyson Schwartz, e uma pesquisa da Harper mostrou ele 26 pontos a frente de Schwartz, assim como outra pesquisa da Franklin & Marshall em março de 2014.
No final de abril e no início de maio, Wolf enfrentou ataques do candidato, Rob McCord, devido a sua associação com o controverso ex-prefeito da cidade de   York, Charlie Robertson. Allyson Schwartz também acusou a campanha de Wolf o seu plano conhecido como "Fresh Start" de uma companhia de equipamentos de energia. Mesmo com os ataques, uma pesquisa da Faculdade de Muhlenberg e da Morning Call disse que Wolf continuava liderando com 38% dos votos, de Allyson Schwartz e Rob McCord respectivamente com 13% e 11%.
Nas primárias do dia 20 de maio, Wolf derrotou Schwartz, McCord, e Katie McGinty, e ganhou a nomeação democrata. Assim, ele enfrentou o incumbente, Tom Corbett nas eleições gerais de novembro. Nos dois meses finais de campanha, várias pesquisas mostravam uma larga mas consistente vantagem de Wolf sobre Corbett. Mesmo que Corbett limitava o deficit assim que a eleição se aproximava, Wolf manteve uma liderança persistente na corrida.. Em 4 de Novembro, Wolf foi eleito governador com 54.9% dos votos.

### Mandato

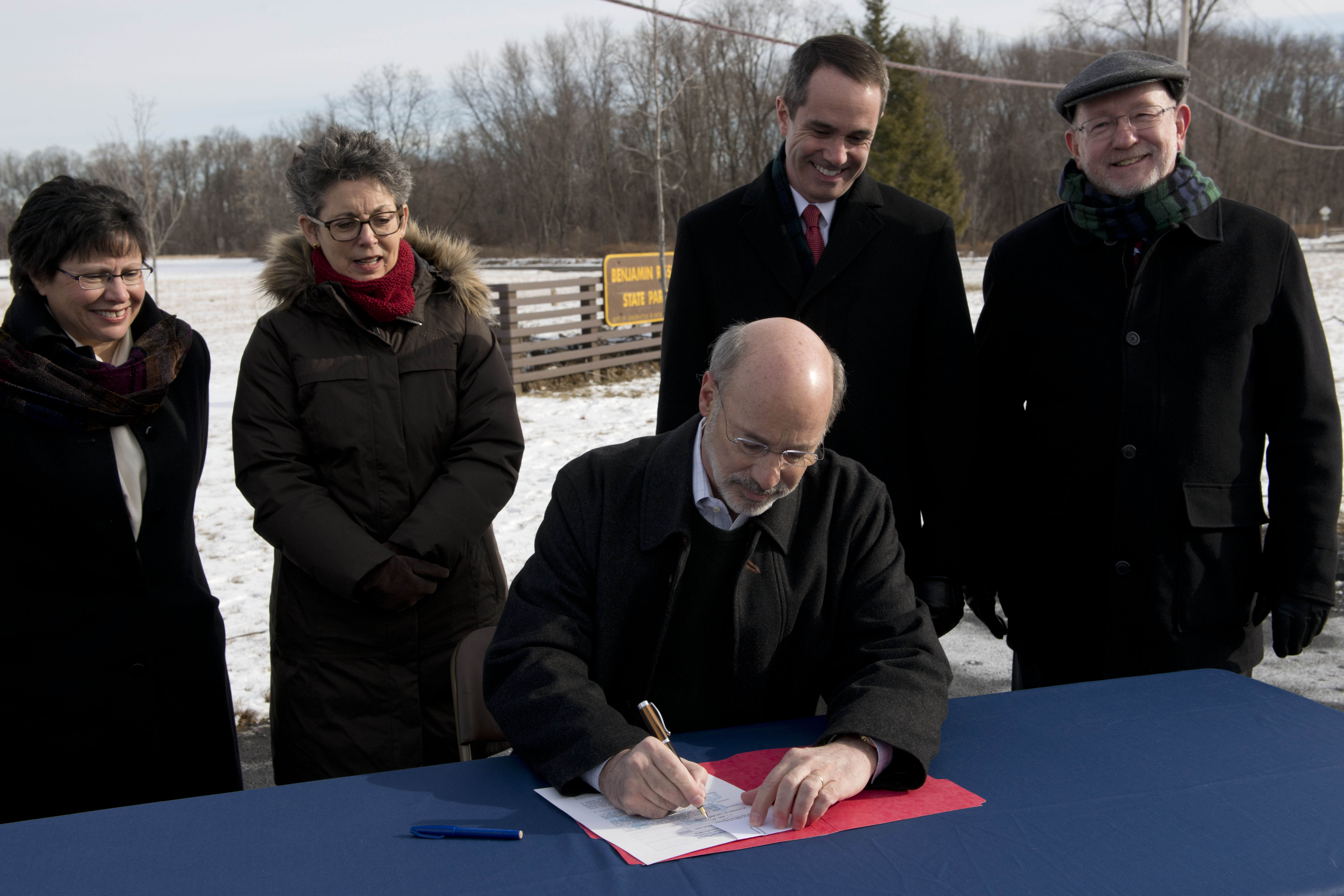
O governador Wolf assinando uma ordem executiva que proíbe o fracking nos parques estaduais em 29 de janeiro de 2015

Wolf assumiu como o 47° Governador da Pensilvânia devido ao fim do mandato de Tom Corbett em 20 de janeiro de 2015, com a cerimônia inaugural ocorrendo na frente do Capitólio do Estado da Pensilvânia em Harrisburg. Mesmo assumindo o cargo, Wolf optou por não se mudar para a residência do governador da Pensilvânia, em vez disso escolheu viver em sua casa em York; entretanto, um assessor informou para Wolf que a residência poderia ser utilizada para eventos oficiais e outras funções. Logo após tomar posse, Wolf assinou dois decretos proibindo presentes a funcionários públicos e exigindo um processo de licitação para contratos legais de fora do estado. Wolf também restaurou a proibição de fraturamento hidráulico, ou "fracking", em parques estaduais e colocou uma moratória sobre a pena de morte dentro da Pensilvânia.
Wolf propôs o primeiro orçamento do seu mandato em março 2015, que inclui um aumento de gastos com educação, as reduções nos impostos sobre a propriedade e o Corporate Tax, e um novo imposto de indenização em gás natural. Após seis meses em seu mandato, em julho de 2015, Wolf foi nomeado pelos sites sobre as questões e InsideGov como o governador mais liberal nos Estados Unidos com base em uma classificação de declarações públicas e comunicados de imprensa, entre outras medidas; Wolf rejeitou esta avaliação, argumentando que suas políticas são dirigidas por praticidade ao invés de ideologia.
Em 1 de julho de 2015, Wolf vetou um orçamento que lhe foi apresentado pela Assembleia Geral da Pensilvânia geralmente controlada pelos republicanos, garantindo uma disputa orçamento entre o gabinete do governador e a legislatura durante o primeiro ano de Wolf no governo. Isto marcou a primeira vez que um governador Pensilvânia veta um projeto de lei do orçamento em sua totalidade desde Milton Shapp fez isso em 1976. Wolf argumentou que o orçamento não foi equilibrado, disputando uma reivindicação por republicanos que o orçamento iria fornecer maior financiamento em determinadas áreas sem aumento de impostos. Um ponto de disputa no processo orçamentário é a privatização das vendas de vinho e licor na Pensilvânia, a qual Wolf se opunha. O estado  operou sem um orçamento definitivo por 267 dias — o período mais longo sem um orçamento da história da Pensilvânia – até o orçamento estadual de 2015-2016 se tornou o orçamento definitivo sem a assinatura de Wolf em março de 2016.